# Westenfeld (Römhild)
Westenfeld ist ein Ortsteil der Stadt Römhild im Landkreis Hildburghausen in Thüringen.

## Geografie
Westenfeld liegt im Grabfeld. Höchste Erhebung auf der Gemarkung ist der Großkopf mit 536 Metern, der sich an der nördlichen Örtsgrenze befindet. Dort entspringt auch der Hutschbach, der unmittelbar nordöstlich an der geschlossenen Ortschaft Westenfeld vorbeiführt und dann die Gemarkung südöstlich verlässt und in Haina einen Zufluss der Spring bildet.
Im Osten und Süden grenzt Westenfeld an die Römhilder Ortsteile Haina bzw. Sülzdorf, während die Gemarkungsgrenze im Norden und Westen zugleich die Grenze zum Landkreis Schmalkalden-Meiningen bildet. Die dort angrenzenden Nachbarorte Wolfmannshausen im Westen, Queienfeld im Nordwesten, Jüchsen im Nordwesten und Exdorf im Nordosten gehören seit Dezember 2007 alle zur Gemeinde Grabfeld.

## Geschichte

### Bis zum 17. Jahrhundert
Westenfeld wurde erstmals 871 urkundlich erwähnt. Die Ortsnamen wandelten sich von Westinvelt (1185) über Westenveylt (1319), Westenfild (1342) in den heutigen Namen. Der Ort gehörte anfangs dem Kloster Fulda, später war er im Besitz von Kloster Veßra. Westenfeld wurde 1634 geplündert und in Brand gesteckt.

### Die KircheZur Krippe Christi
Die Kirche wurde erstmals 1185 erwähnt. Im Lehfeldt/Voss von 1904 wird vermutet, dass 1574 eine Vorgängerkirche eingestürzt war und 1578 eine neue erbaut wurde. Allerdings trägt die Sakristei Züge der Zeit vor der Reformation und verweist auf einen vermuteten Vorgängerbau von 1453. Über dem Triumphbogen wurde 1938 beim Entfernen des alten Putzes die Jahreszahl 1574 freigelegt.
Als Erbauungsjahr der Kirche wird das Jahr 1731 angegeben, als die Kirche einem großen Umbau unterzogen wurde. Vermutlich stammt aus dieser Zeit auch der barocke Name. Das Entstehungsjahr 1731 ist auch einer lateinischen Inschrift zu entnehmen, die in einer Steintafel graviert ist, die über der Süd-Tür mit einem Engelskopf angebracht ist.
Über der westlichen Kirchentür ist ein Stein mit der hennebergischen Henne vermauert.
Nach dem Eintritt in die Kirche durch diese Tür fällt der Blick auf den lichtdurchfluteten Altarraum. Alle Sichtachsen weisen auf den Altar als zentralen Ort der religiösen Zeremonie. Eine Wendeltreppe rechts vom Altar führt zur hohen Kanzel. Rechts neben der Kanzel hängt ein Luther-Bild mit einem großen weißen Schwan, den sich Luther als Wappentier gewählt hatte, weil Jan Hus (tschechisch: Gans) vor seiner Verbrennung auf dem Konzil von Konstanz 1415 gesagt haben soll: „Jetzt verbrennt Ihr eine Gans, aber nach mir wird ein Schwan kommen, der mein Werk fortsetzen wird!“. Bis 1517, dem Beginn der Reformation durch Luthers Thesen wider den Ablasshandel, gehörte Westenfeld zu Kloster Veßra.
Der Taufstein ist aus dem 16. Jahrhundert, die erste Glocke ist von 1777 (J. A. Mayer, Coburg), die zweite von 1850 (R. Mayer, Rudolstadt). Seit 2003 krönt den Kirchturm eine goldene Kugel.

### 20. und 21. Jahrhundert
Die Pfarrei Westenfeld hatte viele Jahrhunderte Sülzdorf als Tochtergemeinde. 1958 wohnte der letzte Pfarrer im Pfarrhaus. Danach wurden die beiden Orte unter verschiedene Vakanzverwaltungen gestellt, nämlich Queienfeld und Haina. Am 1. Mai 1998 kam Westenfeld zur Pfarramt Queienfeld, Sülzdorf zum Pfarramt Römhild. Die Pfarrgemeinden Queienfeld und Westenfeld verbinden verschiedene gemeinsame ökumenische Veranstaltungen wie die Gebetswoche für die Einheit der Christen und der Weltgebetstag der Frauen, die abwechselnd in Queienfeld, Westenfeld und Wolfmannshausen stattfinden. Zudem haben Queienfeld und Westenfeld einen gemeinsamen Kirchenchor.
Am 31. Dezember 2012 schloss sich die Gemeinde Westenfeld mit der Stadt Römhild und weiteren bis dahin selbstständigen Gemeinden zur neuen Stadt Römhild zusammen.

### Heimatmuseum
Westenfeld besitzt ein sehr gepflegtes und informatives Heimatmuseum.

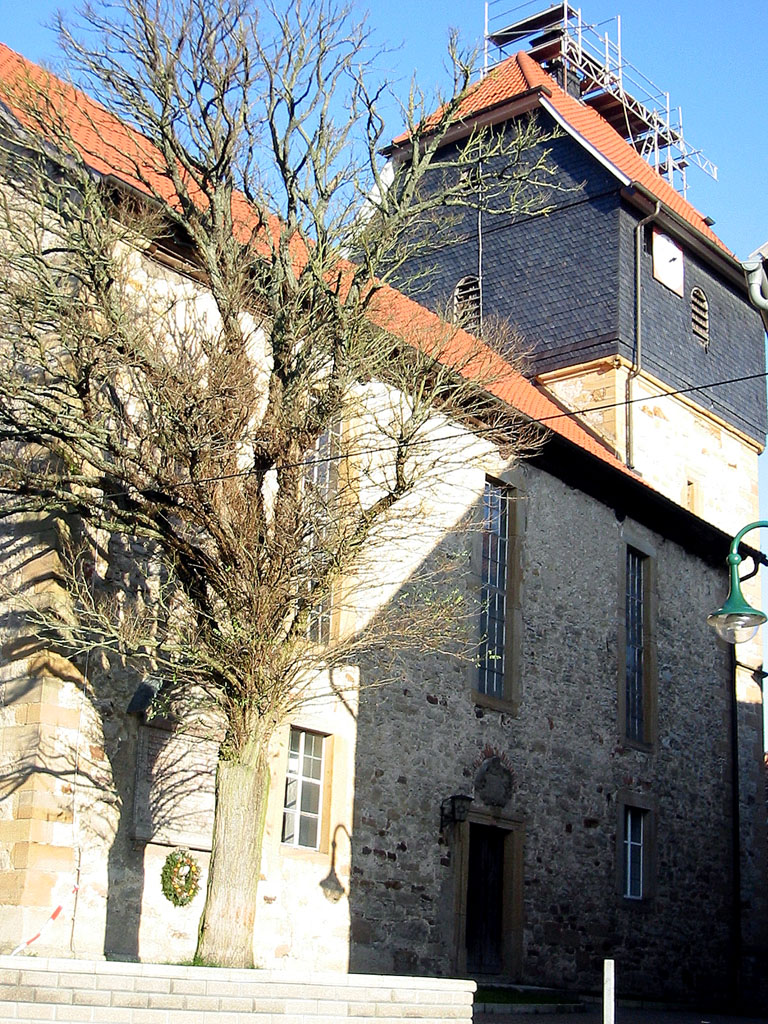
Kirche Westenfeld
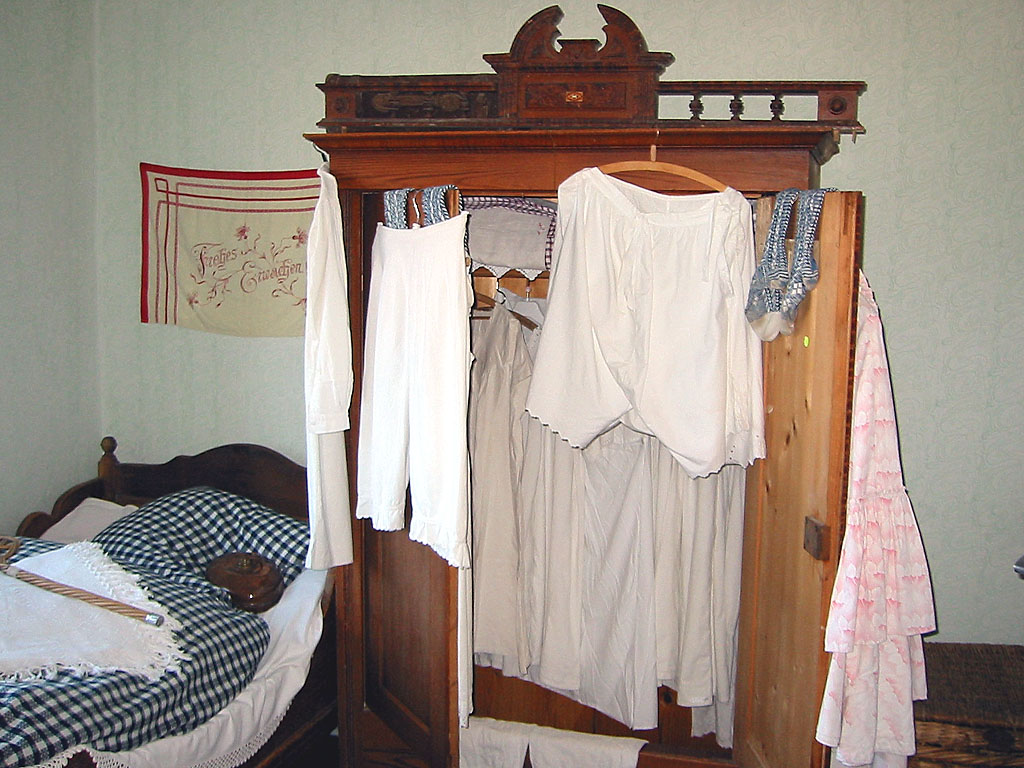
Schlafkammer im Heimatmuseum
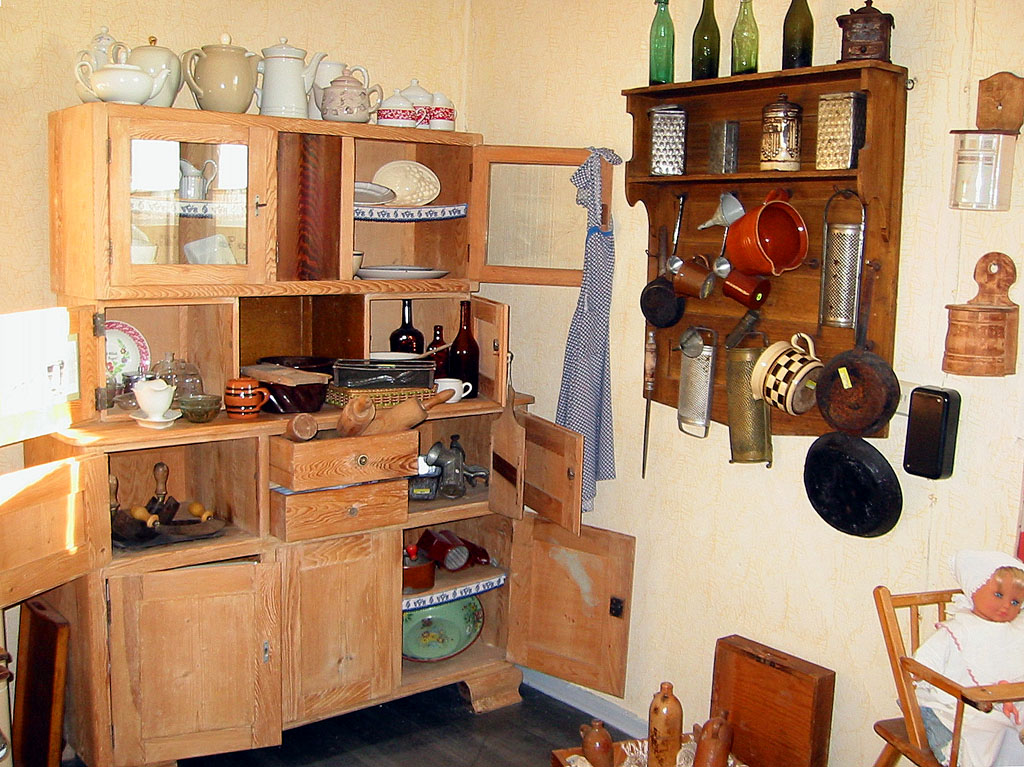
Historische Küche im Heimatmuseum

## Wirtschaft und Infrastruktur
Von 1893 bis 1970 hatte Westenfeld einen Haltepunkt an der inzwischen stillgelegten Bahnstrecke Rentwertshausen–Römhild.
Am östlichen Ortsausgang am Oberen Tor befindet sich ein kleines Gewerbegebiet, das durch ein Anlagenbauunternehmen geprägt wird.

## Persönlichkeiten
- Andreas Corvinus (1589–1648), Rhetoriker, Philologe und Jurist